# スペース☆ダンディ
『スペース☆ダンディ』は、ボンズ制作による日本のSFアニメ作品。2014年1月から3月にかけてシーズン1が、同年7月から9月にかけてシーズン2がTOKYO MX・テレビ大阪・テレビ愛知・BSフジ・AT-Xにて放送された。

## 概要
人気アニメを手掛けたスタッフが集まって制作される、宇宙を舞台にしたコメディ仕立てのSFアクションアニメ。企画のテーマは「研ぎ澄まされた適当、磨き抜かれたいい加減」。
プロデューサーの南雅彦、総監督の渡辺信一郎、脚本家の佐藤大・信本敬子、音楽（参加）の菅野よう子らは1998年放送の『カウボーイビバップ』を手がけたスタッフ。宇宙の賞金稼ぎ、各話完結スタイル、音楽やアイキャッチの凝り方など共通する要素もある。ほかには大友克洋、湯浅政明らクリエーターがおよそ70人、岡村靖幸らアーティストがおよそ20人と多くの人間が本作に参加している。ナレーションは矢島正明が務める。
クレジット上ではキャラクターデザイナーの伊藤嘉之がアニメーションディレクターを兼任しているが、実際には話によって絵柄が統一されておらず、上記した多数のクリエイターともどもアニメーターの作風が前面に押し出された内容となっている。また、登場人物たちがナレーションに反応するといった、楽屋落ちやメタフィクションの要素を含んだ話も存在する。
楽曲面では多数のアーティストたちが曲を提供しており、その総称として「スペース☆ダンディバンド」名義が用いられる。オープニングでは、その回に曲が使用されたアーティスト名がバンドの下にカッコ書きでクレジットされる。
日本以外では、北米のカートゥーン・ネットワーク（アダルトスイム枠）、アジア地域のアニマックスアジア、オセアニア地区のマッドマン・エンターテインメント、ヨーロッパ地域（ドイツ・イギリス・フランス・イタリア）の各放送局など、海外のアニメ専用チャンネルでも世界同時放送・配信を行なう。
2014年3月、AnimeJapan 2014におけるトークショーで、シーズン2の放送が2014年7月から放送開始となることが発表された。シーズン1終了時点で登場していないクリエイターは、シーズン2のスタッフとして参加している。
2015年秋、BSフジ、TOKYO MX、ニコニコ生放送にてスタッフおよびファン投票によって選出されたエピソードで再放送が実施されたほか、2024年1月より再度BSフジにて全26話の再放送が実施された。

## あらすじ
宇宙人ハンター・スペース☆ダンディはまだ見ぬ新種の宇宙人を求め、使えない旧式掃除機ポンコツロボット・QTや、使えないうえに無駄飯食いでマヌケなボンクラ・ベテルギウス星人のミャウと共に宇宙をさすらう。その道中、一行はさまざまな宇宙人と遭遇したり、ダンディを狙う謎の勢力に追い回されたり、宇宙レストラン「ブービーズ」のウェイトレスたちに鼻の下を伸ばしたりと、ドタバタ騒ぎを続ける。

## 登場人物

### 主要人物
ダンディ
声 - 諏訪部順一
本作の主人公で、いまだ登録されていない新種の宇宙人を探し出す宇宙人ハンター。年齢不詳。地球人男性で、いつもスカジャンを羽織り、首には成田山のお守り、髪型はリーゼントをきめている。QTやミャウとの3人を合わせた「BBP（バカ ボンクラ ポンコツの頭文字）」の「バカ」担当。陽気で能天気な性格から、激流に逆らわず流されて生きることを信条としている。
射撃も格闘もイマイチ（ただし、ここ一番の運動神経やサーフィンの腕前は本物。また、ハワヤンキーの操縦テクニックも高い）で宇宙人ハンターを営むが業績は芳しくなく、乗船アロハオエ号もポンコツである。
夢はブービーズ全店舗を巡ることで、女体にはこだわりを見せる（胸と尻を重視するために顔を気にしないこともある）。自己紹介の際は「スペースダンディ」を名乗ることもある。
ピンチの際にはすぐ自己保身に走ろうとする「ろくでなし」な面を見せる一方、旅先で宇宙人に出会った際には宇宙人のために尽力する「お人好し」な面も見せる。また、「ガキは嫌い」と言いつつも子供の面倒見は良く、懐かれる。
最終話では神と並ぶ存在として、以上の設定を超越した正体が明らかになる。
QT（キューティー）
声 - 佐武宇綺（9nine）
ダンディの相棒の掃除機ロボット。プライドが高く高性能を謳っているが、実際は満足にソフトウェアのアップデートもできないポンコツの旧式ロボット。ダンディの無茶な行動を諌めるなど基本的には真面目だが、省電力モードに入ると途端に適当になり、窮地に陥ると平気でダンディを見捨てる。重要な説明を忘れることが多いため、自身を含めたメンバーが危機に陥ることも少なくない。また、とあるきっかけで釣りにハマり、一家言持つようにまでなっている。
ミャウ
声 - 吉野裕行
ネコ似の容姿に赤い帽子が特徴のベテルギウス星人。適当かつ怠惰かつボンクラな性格で一行を危険な旅に巻き込む。常に携帯情報端末をいじっており、つぶやき投稿型SNS・宇宙ゥイッターのアカウントも持っている。ブービーズでウェイトレスを盗撮中、ダンディに捕獲されたことで一行に加わる。本名があるが、ベテルギウス星人特有の発音で表記も難しい（劇中での吉野の発音は「ンミュミュイゴロロ」に近い）ため、容姿から「ミャウ」と名付けられた。
ゲル博士
声 - 石塚運昇
「G」と象られた眼帯が特徴的な謎の天才科学者。宇宙を二分する超大国の片方である、ゴーゴル帝国に所属している。愛する母親がいるようで、幼少期の写真を持ち歩いている。
ダンディが秘めるパイオニウムを求めて自身の指揮する艦隊でダンディを追っている。いつも追いつけなかったりすれ違ったり追い越したりしているが、ダンディはゲル博士らに追われていることにさえ気づいていない。自身がおっちょこちょいな部分も相まって、常に貧乏くじを引かされている。科学者であるため、時に研究に没頭して艦隊指揮をビーにゆだねることもある。
オチにはビー共々、彼が幾度となく死ぬかあるいはそれに近い目に合う。
ビー
声 - 畠山航輔
ゲル博士の助手を務めるピロリ星人の男性。ゲル博士が個人的事情で手いっぱいの時は、彼に代わってゴーゴル帝国の艦隊を指揮する。
ペリー提督
声 - 銀河万丈
ゲル博士にダンディ捕獲の指示を出すゴーゴル帝国の支配者。毎回ゲル博士が起こすトラブルに苛立たされている。ゲル博士曰く「猛烈にケチ」らしい。
ハニー
声 - ゆりん
ブービーズのウェイトレス（ブービーズガール）。本名はレディ・ノーブラ。抜群のスタイルを売りにしている美女で、頭の軽い天然毒舌家でもある。猛烈なプロレスファンで試合観戦はもちろん、ゲル博士を持ち上げて技を行うほど。また、女バイカーの一面を持つ。クラウド星人とのハーフ。クラウド星人の血を引いているゆえ、並の容量の記憶コピー装置を壊してしまうほどの記憶力を持つ。
スカーレット
声 - 桑島法子
宇宙人登録センターの検査事務員。常に眼鏡をかけた容姿はアダルト、審査は厳しく、支払いは渋く、怒りは容赦ない。また、体術は華麗であり、ダンディの巻き添えでゴーゴル帝国の兵士たちに襲われた際には全員を鮮やかに蹴り倒している。基本的に女性好きなダンディも、スカーレットにだけは言い寄ることがない。
職場が職場なだけに出会いがないのが悩みの種であり、本人いわくダメな男に好かれやすいという。基本職場などでは髪をまとめたスタイルだがダンディ曰く、髪を下した方がいい感じと言われている。また、職場を一歩出たオフの場においても服装は良く言えばアダルトで落ち着いた、悪く言えば地味なもの。
第23話でダメな男と言える後述するドルフの件でダンディに恋人のふりをしてほしいと取引を持ちかけるが、逆上したドルフの攻撃を逃れるための策である「キス」をとっさに思い付いたダンディと、ふりではない唇が触れ合う本物のキスをした。

### ゲストキャラクター

#### シーズン1
第2話「幻の宇宙ラーメンを探すじゃんよ」
幻のラーメン屋店長
声 - 永井一郎
ラーメン店「スペース三郎」でラーメンを作っている宇宙人。ただし、ワームホールの先に住んでいるため、店に麺が届く頃にはすっかり伸びきって味も変わってしまっている。若い頃はヤンチャをしていたが、愛する人を失ったことで自暴自棄になってしまい、放浪中に出会った地球のラーメンに感銘を受けて今に至る。

第3話「騙し騙される事もあるじゃんよ」
マミタス
声 - 竹達彩奈
謎の惑星でラーギ星人たちに襲われていた美少女。しかし、正体は出会ったら食べられてしまうランキング一位を誇るグロテスクかつ巨大なデスゲリア星人で、普段は美少女に擬態しているが空腹になると変身する。まだ食べたことのないネコ（ミャウ）を捕食しようと本性を現して襲い掛かった。リトルアロハが変形したロボと賞味期限切れの大量の通信食品によって倒され、小型の状態でダンディたちに捕獲された。

第4話「死んでも死にきれない時もあるじゃんよ」
スティルトン星人
声 - 後藤ヒロキ
ダンディたちが捕まえた宇宙人。厳密にはスティルトン星人のゾンビであり、生物的には死亡済みである。不注意から手を噛みつかれたミャウも入院先でゾンビ化して看護師へ襲いかかったことが発端となり、ダンディたち人間はおろかQTたちロボットすらゾンビ化した果てに全宇宙の存在がゾンビ化するという、異常事態へ発展することとなる。

第5話「旅は道連れ宇宙は情けじゃんよ」
アデリー
声 - 花澤香菜
一日666秒の間だけ魂の移し替えができる未登録宇宙人・ジェンツー星人の少女。宇宙人登録センターへ行く条件として、「祖父の家に連れて行って欲しい」とダンディに頼み込む。ダンディとの旅を通じて彼に好意を抱き、「（これからも）連れて行って欲しい」と懇願するも断られ、「いつか大人になったら」と約束を交わした。
アデリーの祖父
声 - 大木民夫
アデリーの数少ない身寄りである祖父。長い間、アデリーと連絡を取っていなかったが、ダンディの手引で再会できた。

第6話「パンツとチョッキの戦争じゃんよ」
パンツ星人
声 - 宝亀克寿
惑星エデンの月面で1万年間戦争を続けているパンツ星人の唯一の生き残り。チョッキだけを着こんでいるチョッキ星人を恥の対象として犬猿の仲であり、ダンディ一行の提案の元停戦協定を結ぼうとするも信条を曲げられず、闘争の果てに死亡してしまう。
チョッキ星人
声 - 大川透
惑星エデンの月面で1万年間戦争を続けているチョッキ星人の唯一の生き残り。パンツだけを穿いているパンツ星人を恥の対象として犬猿の仲。上記停戦協定で彼も信条を曲げられず、闘争の果てに相打ちで死亡してしまう。

第7話「宇宙レースはデンジャラスじゃんよ」
プリンス
声 - 梶裕貴
連戦連勝の宇宙レーサーで、種族を問わず魅了してしまうほどの美男子。CCHと略語で評されるプリンス一行では「クール」な人物として評価されている。ブービーズガールたちを一人占めしたため、ダンディに一方的に目の敵にされる。ダンディとの激闘の果て、彼に対して何かの感情に目覚める。
Z（ゼット）
声 - 能登麻美子
プリンスの相棒の最新型ロボット。レースではプリンスのマシンに同席。CCHでは「ハイスペック」の評価。QTをポンコツ呼ばわりしたため、目の敵にされる。
チュウ
声 - 龍田直樹
プリンスの相棒の弁護士で、レースではピットクルーの指揮や妨害工作の参謀役も務める。CCHとしては「クレバー」の評価。ネズミのような外観だが、「ボンクラ」と評されているミャウを見下している。
フラワーロック星人
声 - クリス・ペプラー
マゼラン星雲グランプリの司会。ダンディたちを「バカ（BAKA）・ボンクラ（BONKURA）・ポンコツ（PONKOTU）」の「BBP」と酷評する。
クラッシャーガール
声 - 渡辺明乃
マゼラン星雲グランプリの参加者。ファイティングポーズとしてセクシーというより卑猥なポーズを披露する。

第8話「一人ぼっちのワンコ星じゃんよ」
ワンコ
声 - 潘恵子
キカイ星にいたメスのライカ犬。本名は既に忘れており、ダンディから「ワンダフル・ココナッツパイ」と名付けられた。かつて世界中の人に嫌われ、宇宙に捨てられたために独りぼっちで暮らしていたが、偶然出会ったダンディたちと打ち解け、旅に同行するように誘われる。しかし、既に衰弱していたため、最期にダンディに遊んでくれた礼を言って息を引き取った。亡骸はダンディの作った棺型ロケットで宇宙へ打ち上げられた。
ノ・ミラー兄弟
声 - 小山力也
人間の頭部に内部が透けた緑の身体を持つ、ノミサイズの小さな宇宙人。機械を操る能力を持ち、キカイ星の崩壊を食い止めていた。ワンコの身体で暮らしていたが、彼女が死亡したためにミャウに乗り移った。しかし、兄はミャウが不潔だったためにダンディに乗り移るも事故（ダンディの髪梳き）によって死亡する。弟は兄の敵討ちのためにQTへ乗り移って攻撃するが、ミャウに誤って踏み潰されて死亡。兄弟ともどもその場で死亡したため、キカイ星は即時崩壊することになる。

第9話「植物だって生きてるじゃんよ」
Dr.H（ドクター・エイチ）
声 - 麦人
植物が知性的進化を遂げた惑星プランタの科学者。惑星の重要拠点にある物体「コードD」の研究を行うため、ダンディに協力を依頼する。
033H（ゼロサンサンエイチ）
声 - 金田朋子
Dr.Hの娘。ダンディに懐いている。

第10話「明日はきっとトゥモローじゃんよ」
ミャウの父
声 - 山路和弘
旋盤工場を経営している寡黙な父親。宇宙に一度飛び出して行ったミャウに対しても穏やかに接する。
ミャウの母
声 - 一城みゆ希
人当たりが良くおしゃべりな母親。多くの息子たちがいる。
長女
声 - 大橋歩夕
ミャウの妹。セーラー服を着こむ学生。
三男
声 - 山下大輝
ミャウの弟。
ケイティ
声 - 松来未祐
ミャウの中学時代の同級生で、中学のマドンナ。近所のスナックで働いている。
チーママ
声 - 杉本ゆう
ミャウの父が通うスナックのママ。

第11話「お前をネバー思い出せないじゃんよ」
アレテイア
声 - 島本須美
ラガード星の図書館長。文字型宇宙人で、『サルでも分かる宇宙の真理』という本の姿をしている。他者に寄生して好奇心を糧に寄生元で得られた知識を自身に書き記す旅をしている。
イデア
声 - 小川真司
ラガード星の副図書館長。アレテイアと同じ文字型宇宙人で、ラガード星の観光パンフレットの姿をしている。
ラガード星人
声 - 山口勝平
ラガード星の図書館員。アレテイアやイデアと異なり、一つ目の宇宙人の姿をしている。

第12話「誰も知らないカメレオン星人じゃんよ」
カメレオン星人
声 - 矢島正明
報奨金1億ウーロンの宇宙人。なんにでも姿を変えることから「カメレオン」の名で呼ばれており、誰も本当の姿を知らない。

第13話「掃除機だって恋するじゃんよ」
メーカー
声 - 平野綾
デスロイド・シティの喫茶店にあるコーヒーメーカー。QTに想いを寄せられている。
レジスター
声 - 後藤ヒロキ
デスロイド・シティの喫茶店にあるレジ。頭が良く、計算が得意。
ミル
声 - 根谷美智子
デスロイド・シティの喫茶店にあるコーヒーミルで、メーカーの姉代わり。
トースター
声 - 大塚明夫
ゴミ廃棄場「夢の島」に住んでいる古参ロボット。自我に目覚めた自分たちを捨てた人間たちに復讐するため、革命を起こそうと目論んでいる。夢の島のゴミ（ロボットたち）と融合して巨大なロボットと化し、人間たちの住むデスロイド・シティへ進撃し始めるが、暴走したデッカイダーから降り注いだパイオニウムを浴びて巨大化したQTによって相打ち同然に倒される。

#### シーズン2
第14話「オンリーワンになれないじゃんよ」
ダンディたち、ミャウたち、QTたち、ハニーたち
声 - 諏訪部順一（ダンディ）、吉野裕行（ミャウ）、佐武宇綺（QT）、ゆりん（ハニー）
突如出現したほつれ状の「次元のほつれ」ともいうべき紐を引っ張ることで、ありえたかもしれない別宇宙の世界で遭遇したダンディ一行。作中では様々な性格、姿、性別自体も変化した幾重もの一行が登場する。
大元のダンディ一行と別世界のダンディが対面で出会う状態を繰り返していたが、その内の天才少年のダンディ一行が襲撃を受けている際に緊急脱出のために次元のほつれを引っ張ったことで、元のダンディの世界で様々な宇宙のダンディ一行が一気に集うことになり、後々矛盾の世界へと変貌していくきっかけとなる。

第15話「闇には闇の音色があるじゃんよ」
ウクレレ男
声 - 古川登志夫
木々が生い茂る惑星に住む、仮面の付いたマリオネットのような男。笑顔集めをライフワークとしている。自身の特殊な曲と踊りで他者を強制的に笑顔にした状態で動きを止めることができ、その状態の相手に入り込む能力も持つ。
ブービーズで大笑いするダンディを最高の笑顔と認識し、招待状を送って呼び寄せる。
カピバラ獣人
声 - 久川綾
ウクレレ男が住む惑星に暮らすカピバラ型の宇宙人。ダンディに、時間の流れが可視化されている「時の川」がポロロッカ現象を起こして時をさかのぼれることを教える。

第16話「急がば回るのがオレじゃんよ」
ベイクドオアボイルドオアカルパッチョ
声 - 浪川大輔
惑星ゴウインナカレーに住む魚型宇宙人。元々は本来の居住惑星カノジョーがゴウインナカレーの衛星になった折、調査のために派遣された宇宙飛行士だったが、宇宙船の故障により故郷に帰れなくなり、ダンディたちが来るまでの10年間、1人で暮らしていた。ゴウインナカレーの地層を調べるうちカノジョー滅亡の可能性を察知しており、紆余曲折を経てカノジョーに帰還するものの、カノジョーでは100年が経過しており、宇宙の憧れを捨てたカノジョーの住人からは妄言と取られて自暴自棄になってしまう。その直後、飛来した燃え盛る星の熱にさらされ、最期はヨーコの姿を思い浮かべながら焼き魚となる。
ヨーコ
声 - 白石冬美
ベイクドオアボイルドオアカルパッチョのフィアンセ。ベイクドオアボイルドオアカルパッチョが宇宙に旅立った後、ミナトと結婚する。
ミナト
声 - 中尾隆聖
ベイクドオアボイルドオアカルパッチョの友人。カルパッチョおよびヨーコと交友関係だったが、厄介者だったベイクドオアボイルドオアカルパッチョを追い出すためにゴウインナカレーの調査に向かわせた。

第17話「転校生はダンディじゃんよ」
ソバカス
声 - 牧野由依
アンドロメダ学園ベバリーヒルズ校の生徒。分厚いメガネに三つ編みという地味な風貌で大人しい性格。ネイサン、ホレイショウと同じくスクールカーストの最下層に位置していたが、卒業前に転校してきたダンディとの出会いでミュージカル能力が大きく磨かれていく。正体はカテゴライズAのレア宇宙人ピュアネス星人で、恋すると頭部に花が咲く性質を持つ。
ソフィア
声 - 南里侑香
アンドロメダ学園ベバリーヒルズ校の生徒。ミュージカル能力で上下関係が決まる学園でトップクラスの歌唱力を持ち、スクールカーストの頂点（クイーンビー）に君臨している。
アイザック
声 - KENN
アンドロメダ学園ベバリーヒルズ校の生徒で、ソフィアのダンスパートナー（ジョッグス）。同じ3人が合体することでスーパーパワーを発揮するが、学校内での発動は禁止されている。
アンナ、エミリー
声 - ゆりん（アンナ）、北原沙弥香（エミリー）
アンドロメダ学園ベバリーヒルズ校の生徒で、ソフィアの取り巻き（サイドキックス）。
ネイサン、ホレイショウ
声 - 菅沼久義（ネイサン）、宮崎寛務（ホレイショウ）
アンドロメダ学園ベバリーヒルズ校の生徒。オタクで歌唱力もないため、スクールカーストの最下層にいる。

第18話「ビッグフィッシュはでっかいじゃんよ」
ルドリ
声 - 菅生隆之
惑星の大部分が泥水で覆われている惑星カーユで、伝説の怪魚ムーナギを追い続ける屈強な漁師。捕獲が難しいムーナギを安易な気持ちで捕まえに来る者を毛嫌いしているが、自らも同郷の人間からは迷信と思われているムーナギを捕獲しようとすることについて白い目で見られている。
エシメ
声 - 小林星蘭
ルドリの娘。ルドリのような立派な漁師になることを夢に持つ。ムーナギを捕まえに来て泥に埋まったダンディと遭遇し、友人として迎え入れる。

第19話「宇宙の紳士はジェントルマンじゃんよ」
サー・ジェントル・ノーブラ
声 - 木村良平
未登録宇宙人クラウド星人で、ハニーの異母兄。中世の城を模した宇宙船エジンバラ号に住み、雲を媒介して膨大な情報を収集・記憶している。雲は感情に関連して雨や雷などを発する。男女分け隔てなく接する紳士で、特に不幸そうな女性を見ると元気付けたい衝動にかられる。場を盛り上げようと、フンイキ星人アトモとスフィアを雇用することもある。
パインパイン
声 - 林原めぐみ
スカーレットの同僚。恰幅のいい体格で、さっぱりした性格。異性との出会いに悩むスカーレットを、星コンという食事つき合コンに誘う。

第20話「ロックンロール★ダンディじゃんよ」
ジョニー
声 - 神谷浩史
ゴーゴル帝国と敵対するジャイクロ帝国の青年総帥。ロックスターを夢見て帝国を抜け出し、居酒屋で遭遇したダンディとバンド「DROPKIX（ドロップキックス）」を結成する。バンドではギターと作曲を担当。
第26話で再登場。ダンディを連れ去ったゴーゴル帝国に対し総攻撃を指示する。
社長
声 - 三ツ矢雄二
レコード会社の社長。DROPKIXのスペース武道館ライブをプロデュースする。

第21話「悲しみのない世界じゃんよ」
ポー
声 - 名塚佳織
死者の星リンボーの少女。ダンディがリンボーを訪れたばかりで彷徨っていたところ彼女を目撃し、死者のようになるまいとゴンドラに逃げ込んだダンディの前に再度現れ、あの世とこの世の間というリンボーが眼下に見下ろせる位置に案内する。
正体は星の理性を担うナイトポーターとともに星の好奇心として生きるリンボーそのものの意志。かつて生者で溢れていたリンボーが自らの文明で死者の星となった後、孤独に苛まれていたところをやってきたダンディに恋をしている事を打ち明け、惑星そのもののエネルギーを使ってダンディを惑星に墜落していない次元に移動させる。
フェルディナン
声 - 津田健次郎
惑星リンボーの住人。何故ここにいるかも分からずリンボーで人を探し彷徨っていたダンディと出会い、ダンディを案内する。
生死の禅問答で溢れる惑星での一騒動を経て、あの世のフライトレコーダーからリンボーにやってきた直前の出来事を思い出したダンディにここが死者の集まる星であることをダンディに説明する。

第22話「同じバカなら踊らにゃ損じゃんよ」
トン・ジョラボルタ
声 - 山寺宏一
惑星グリースのダンシング星人祭に突然やって来た宇宙人で、宇宙中のダンス大会に出没する。アフロに金色の肉体、そしてファンキーでノリの言動でダンスを披露しダンディとよいダンス仲間となる。
星長
声 - 辻親八
惑星グリースの星長。過疎化が進んでいくグリースの星興しのために500年前に廃れたダンシング星人祭を復活させる。
星長の妻
声 - 津田匠子
過疎化の進むグリースからの移住を主張している。
星長の母
声 - 真山亜子
300年前から寝たきり状態になっている。ダンシング星人の姿を唯一見たことがあり、ダンディのかけたレコードの影響で目覚めダンシング星人を目にかけることになる。

第23話「恋人たちはトレンディじゃんよ」
ドルフ
声 - 中井和哉
機動戦士メカのパイロットで、スカーレットの元カレ。パイロットとしての腕も生身での腕っ節も優れた、能力面では優秀な男だが、別れた後も機動戦士メカによる望遠映像で、戦闘中だろうとスカーレットに付きまとうストーカー気質の持ち主。当のスカーレット本人はきっぱりと突き放したいと思っているが、突き放すことでさえも愛と考えるほどの依存ぶりである。このため、スカーレットは思い切ってダンディに「1週間恋人のふりをして欲しい」と取引を持ちかけるに至った。
ダンディと一緒にいるスカーレットの姿を見ようと付きまとうのに飽き足らず、とうとう2人の目の前に現れるやダンディを殴り倒すが、その後スカーレットに迫ったところをダンディに殴り返されてからは機動戦士メカに乗り込んでの一方的な攻撃に移る。しかし、ダンディが最終手段としてスカーレットとキスをするや完全に暴走して大規模な無差別攻撃で破壊の限りを尽くし、最後は警察に逮捕されて「終わった」感丸出しの末路を迎えた。

第24話「次元の違う話じゃんよ」
カトリーヌ
声 - 沢城みゆき
ダンディの恋人だった四次元人。ダンディは彼女の姿を正確にとらえているようだが、QTやミャウからは多胞体の姿に見える。三次元の人々には普通感知できないワープのある秘密を知っている。王位継承権を得て変わったポールから別れて10年、ワープで迎えに来た彼を昔のよしみで元の次元に戻すのをダンディに依頼する。
ポール
声 - 井上和彦
全てが数少ない色と横に平行な世界で構成されている二次元人の王子。ダンディの友人でカトリーヌの元恋人。カトリーヌと別れて10年の間、カトリーヌに会いに二次元の宇宙ごと移動する方法を編み出し、三次元にいる彼女の元へワープアウトしてくる。

第25話「裁かれるのはダンディじゃんよ」
裁判官
声 - 柴田秀勝
大宇宙裁判所の裁判官。未登録宇宙人のルメット星人ギ・レジナルド殺害容疑で起訴されたダンディの裁判を担当する。
ダ・フォン
声 - 関俊彦
ダンディを起訴したアヌビス神のような検察官。ダンディ一行を疑念に誘うような発言を行う。
ヘン・リー
声 - 楠大典
ダンディを弁護する弁護士。
ローズ
声 - 大原さやか
レジナルドの妻。ブービーズガールであり職場でダンディと面識があったことから、レジナルド殺害の共犯と疑われている。
ヒロシ
声 - 白川澄子
事件現場から遠く離れた惑星に住む少年。レジナルド殺害の凶器に使用された野球ボールの持ち主。
スキップジャック
声 - 冨永みーな
ヒロシの友達。ヒロシとはよく野球で遊んでいる。
デュラン博士
声 - 家弓家正
パイオニウム粒子の研究者。裁判の証人として出廷する。
第26話に引き続き登場。ダンディを救出するためジョニーに助けを求める。

第26話「ネバーエンディングダンディじゃんよ」
神
声 - 矢島正明
平行宇宙を含む全宇宙を148億年間治め続けている存在。ナレーションやカメレオン星人に扮してダンディの前に出没していた。

## 用語
宇宙人ハンター
ダンディが生業とする職業。珍しい宇宙人を探し求めて宇宙を駆け回り、それらが新種登録されることの対価として稼ぎを得る者たち。希少種であれば一攫千金を狙えるが、ほとんど稼ぎにならないこともある。
宇宙人登録センター
スカーレットが勤務する、新種の宇宙人を登録する施設。惑星衛星軌道上の宇宙ステーションにある。宇宙人ハンターが捕獲した宇宙人を検査し、新種であれば報酬を支払う。登録済みの場合はその場で宇宙の彼方へ投棄する。
ブービーズ
宇宙全域に展開するレストランチェーン。「ブレストラン」と称し、ハニーを含めウェイトレスは全員「ブレスト（乳房）」が豊満で露出の高い服装を着けている。各支店によって従業員構成などに特色があり、人型宇宙人以外のウェイトレスもいる。元ネタはフーターズ。
パイオニウム
デカパイオニウムの俗称。その実態はほとんど解明されてはいないが、生物の精神が放つ強力な波動と呼応して次元を超える粒子として、時間と空間を歪める強力なエネルギーを秘めていると推測されている。科学者たちは「神の粒子」と呼んでいる。作中で何度か登場し、最終局面につながっていくキーワード。
ゴーゴル帝国
ペリー提督が統べる銀河超大国。パイオニウムの秘密にかかわるダンディの捕獲を狙っている。
ジャイクロ帝国
若き総帥ジョニーが率いる巨大宇宙帝国。ゴーゴル帝国と同等の勢力を持ち、抗争状態にある。

## メカニック
アロハオエ号
ダンディたち一行が乗る旧式の宇宙船。カヌーのような船体の中央に居住フロアがあり、船首にはフラガールのイラストが描かれている。後部に球形のワープコア、左舷にはビーム砲が付いている。金欠のため様々な設備が不調だが、ゴーゴル帝国の艦隊と渡り合えるほどの武装を搭載している。
メカデザイン担当はロマン・トマ。デザインモチーフはアウトリガーカヌー。
リトルアロハ
アロハオエ号の操縦室が分離した小型高速宇宙艇。さらにロボット形態「ハワヤンキー」に変形する能力を持つ。操縦桿はチョッパーハンドル型。

カーネギーレモン
ゲル博士が乗る宇宙船。
メカデザイン担当はロマン・トマ。デザインモチーフは映画『猿の惑星』のラストシーンに登場する自由の女神像。
最終破壊兵器コレー
ゴーゴル帝国が保有する超大型艦艇。名称はCranium of Raiding Enemies（襲い来る敵の頭蓋骨）の略。
メカデザイン担当は大河原邦男。発注オーダーは大河原がデザインした『ゼンダマン』の顔メカ。
伝説巨大兵器アレー
ジャイクロ帝国が復活させた超大型ロボット兵器。名称はArmed Legedary Equipment（武装伝説装備）の略。5つのパーツが合体して1体の超巨大ロボットになる。胸部が開くとライオンの顔型が出現する。
メカデザイン担当は、サブマリン時代に『伝説巨神イデオン』を手がけた樋口雄一。
機動戦士
ゴーゴル帝国の人型機動兵器。
メカデザイン担当は大河原邦男。

## スタッフ
- 企画 - 南雅彦、川城和実、鵜之澤伸、村田嘉邦、佐々木史朗、立本洋之
- 原作 - BONES
- キャラクターデザイン・アニメーションディレクター - 伊藤嘉之
- メインメカデザイン - ロマン・トマ（サテライト）
- デザインワークス - 武半慎吾
- 美術監督 - 河野羚
- 色彩設計 - 小針裕子
- CGI監督 - 太田光希
- 編集 - 廣瀬清志
- 録音監督 - はたしょう二
- 音響効果 - 松長芳樹
- MIXエンジニア - 薮原正史
- 音楽プロデューサー - 冨永恵介（PIANO）
- 音楽 - スペース☆ダンディバンド
  - 泉まくら、梅林太郎（milk）、岡村靖幸、OGRE YOU ASSHOLE、川辺ヒロシ（TOKYO No.1 SOUL SET）、菅野よう子、KenKen、kensuke ushio（agraph、LAMA）、笹沼位吉（SLY MONGOOSE）、ジャンク フジヤマ、ZEN-LA-ROCK、田代耕一郎、TUCKER、☆Taku Takahashi（m-flo、block.fm）、DOKAKA、mabanua、永井聖一（相対性理論）、難波弘之、ハヤシベトモノリ（Plus-Tech Squeeze Box）、Mountain Mocha Kilimanjaro、ミト（クラムボン）、向井秀徳、やくしまるえつこ、芳野藤丸（SHŌGUN）、Latin Quarter、LUVRAW&BTB（50音順表記）
- プロデューサー - 南雅彦、向井地基起、稲垣浩文、小岐須泰世、井上裕香子、伊藤幸弘
- 監督 - 夏目真悟
- 総監督 - 渡辺信一郎
- アニメーション制作 - ボンズ
- 製作 - バンダイビジュアル、ボンズ、バンダイナムコゲームス、博報堂DYメディアパートナーズ、フライングドッグ、BSフジ

## 主題歌

### オープニングテーマ
「ビバナミダ」
作詞 - 岡村靖幸、西寺郷太 / 作曲・編曲・歌 - 岡村靖幸

### エンディングテーマ
「X次元へようこそ」
作詞・作曲 - ティカ・α / 編曲 - 菅野よう子 / 歌 - やくしまるえつこ
（第1話 - 第19話、第24話）
「かんちがいロンリーナイト」
作詞・作曲・編曲 - 向井秀徳 / 歌 - DROPKIX（ボーカル：諏訪部順一）
（第20話）
「WHITE HOUSE」
作曲・編曲 - OGRE YOU ASSHOLE
（第21話）
「スペース☆ダンディ」
作詞・編曲 - ZEN-LA-ROCK / 作曲 - DORIAN / 歌 - ZEN-LA-ROCK feat. 嫁入りランド
（第22話）
「Seaside Driving」
作曲・編曲 - 永井聖一
（第23話）
「All "the thing"s i am... worried」
作曲・編曲 - ミト
（第25話）
「SPACE FUN CLUB」
作詞 - ZEN-LA-ROCK feat. ロボ宙 / 作曲 - grooveman Spot / 編曲 - ZEN-LA-ROCK / 歌 - ZEN-LA-ROCK feat. ロボ宙
（第26話）

### 挿入歌
「知りたい」
作詞 - 泉まくら / 作曲 - 菅野よう子、泉まくら / 編曲 - mabanua / 歌 - 泉まくら×mabanua
（第5話）
「星屑のパイプライン」
作詞 - 藤木直史 / 作曲 - 藤木直史、神谷洵平、東川亜季子 / 編曲 - 坂本竜太、宮崎裕介 / 歌 - ジャンク フジヤマ
（第6話）
「ANATATO」
作詞・編曲 - LUVRAW / 作曲 - LUVRAW, Pelly Colo / 歌 - LUVRAW
（第13話）
「lick tonight」
作詞・作曲 - LUVRAW & BTB / 編曲 - BTB / 歌 - LUVRAW & BTB
（第13話）
「Burning & Rising」
作詞 - Shinichiro Watanabe / 作曲・編曲 - ☆Taku Takahashi / 歌 - 葛城ユキ
（第17話）
「I'm  Losing You」
作詞・作曲・編曲 - 杉江晃 / 歌 - BTB (Pan Pacific Playa)
（第23話）

## 各話リスト

### 本放送
| 話数      | サブタイトル                         | 脚本                     | 絵コンテ         | 演出          | 作画監督                   | 放送日        |
| シーズン1 | シーズン1                            | シーズン1                | シーズン1        | シーズン1     | シーズン1                  | シーズン1     |
| --------- | ------------------------------------ | ------------------------ | ---------------- | ------------- | -------------------------- | ------------- |
| 第1話     | 流れ流されて生きるじゃんよ           | 渡辺信一郎               | 夏目真悟         | 夏目真悟      | 伊藤嘉之                   | 2014年1月5日  |
| 第2話     | 幻の宇宙ラーメンを探すじゃんよ       | 佐藤大                   | 山本沙代         | 山本沙代      | 青山浩行                   | 2014年1月12日 |
| 第3話     | 騙し騙される事もあるじゃんよ         | うえのきみこ             | 浜崎博嗣         | 浜崎博嗣      | 秋田学                     | 2014年1月19日 |
| 第4話     | 死んでも死にきれない時もあるじゃんよ | うえのきみこ             | 三條なみみ       | 佐藤育郎      | 霜山朋久                   | 2014年1月26日 |
| 第5話     | 旅は道連れ宇宙は情けじゃんよ         | 大河内一楼               | 林明美           | 林明美        | 岸友洋                     | 2014年2月2日  |
| 第6話     | パンツとチョッキの戦争じゃんよ       | 佐藤大 三原三千夫        | 三原三千夫       | 三原三千夫    | 三原三千夫                 | 2014年2月9日  |
| 第7話     | 宇宙レースはデンジャラスじゃんよ     | うえのきみこ             | 谷口悟朗         | 外山草        | 千羽由利子 中田栄治        | 2014年2月16日 |
| 第8話     | 一人ぼっちのワンコ星じゃんよ         | 信本敬子                 | 清水洋           | 清水洋        | 清水洋                     | 2014年2月23日 |
| 第9話     | 植物だって生きてるじゃんよ           | 渡辺信一郎 CHOI EUNYOUNG | CHOI EUNYOUNG    | CHOI EUNYOUNG | 押山清高                   | 2014年3月2日  |
| 第10話    | 明日はきっとトゥモローじゃんよ       | うえのきみこ             | 宮地✩昌幸        | 宮地✩昌幸     | 橋本誠一 青山浩行          | 2014年3月9日  |
| 第11話    | お前をネバー思い出せないじゃんよ     | 円城塔                   | 高橋敦史         | 奥野浩行      | 奥野浩行 森久司（メカ）    | 2014年3月16日 |
| 第12話    | 誰も知らないカメレオン星人じゃんよ   | うえのきみこ             | 平田敏夫         | 嵯峨敏        | 久保田誓                   | 2014年3月23日 |
| 第13話    | 掃除機だって恋するじゃんよ           | 佐藤大                   | 夏目真悟         | 夏目真悟      | 霜山朋久 小田剛生          | 2014年3月30日 |
| シーズン2 |                                      |                          |                  |               |                            |               |
| 第14話    | オンリーワンになれないじゃんよ       | うえのきみこ             | 谷口悟朗         | 向井雅浩      | 伊藤嘉之 稲留和美          | 2014年7月6日  |
| 第15話    | 闇には闇の音色があるじゃんよ         | 信本敬子                 | 池田成           | 城所聖明      | 千羽由利子 中田栄治        | 2014年7月13日 |
| 第16話    | 急がば回るのがオレじゃんよ           | 湯浅政明                 | 湯浅政明         | 湯浅政明      | 湯浅政明                   | 2014年7月20日 |
| 第17話    | 転校生はダンディじゃんよ             | 森ハヤシ                 | 和田高明         | 和田高明      | 青山浩行                   | 2014年7月27日 |
| 第18話    | ビッグフィッシュはでっかいじゃんよ   | 押山清高                 | 押山清高         | 押山清高      | 押山清高                   | 2014年8月3日  |
| 第19話    | 宇宙の紳士はジェントルマンじゃんよ   | 信本敬子                 | 清水洋           | 清水洋        | 清水洋                     | 2014年8月10日 |
| 第20話    | ロックンロール★ダンディじゃんよ      | うえのきみこ             | 山本沙代         | 山本沙代      | 伊藤嘉之 稲留和美          | 2014年8月17日 |
| 第21話    | 悲しみのない世界じゃんよ             | 渡辺信一郎               | 名倉靖博         | 名倉靖博      | 伊藤嘉之 稲留和美 久保田誓 | 2014年8月24日 |
| 第22話    | 同じバカなら踊らにゃ損じゃんよ       | 信本敬子                 | 米たにヨシトモ   | 三好正人      | 亀田祥倫                   | 2014年8月31日 |
| 第23話    | 恋人たちはトレンディじゃんよ         | うえのきみこ             | タムラコータロー | 向井雅浩      | 久保田誓                   | 2014年9月7日  |
| 第24話    | 次元の違う話じゃんよ                 | 円城塔                   | 高山文彦         | 嵯峨敏        | 川元利浩 斎藤恒徳          | 2014年9月14日 |
| 第25話    | 裁かれるのはダンディじゃんよ         | 佐藤大                   | 高橋敦史         | 高橋敦史      | 三原三千夫                 | 2014年9月21日 |
| 第26話    | ネバーエンディングダンディじゃんよ   | 渡辺信一郎               | 夏目真悟         | 夏目真悟      | 伊藤嘉之                   | 2014年9月28日 |

### 再放送
BD-BOX発売記念として2015年10月から12月にかけて行われた再放送では、ファン投票版とセレクション版という形式で同日に2番組が放送された。なお、1回目は偶然にも同じ話数となった。
2024年1月から、BSフジにて全26話の再放送が行われた。

#### ファン投票版
TOKYO MXとニコニコ生放送にて火曜23時〜23時30分に放送。再放送前、特設サイトにて募集したファン投票の上位13話をカウントダウン方式で放送。ベスト3予想正解者に賞品をプレゼントする企画も行われた。TOKYO MXではダンディ・ミャウ・QTのトリオによる新録音の次回予告が流れた。
- 13位 - 第2話「幻の宇宙ラーメンを探すじゃんよ」
- 12位 - 第6話「パンツとチョッキの戦争じゃんよ」
- 11位 - 第22話「同じバカなら踊らにゃ損じゃんよ」
- 10位 - 第16話「急がば回るのがオレじゃんよ」
- 9位 - 第13話「掃除機だって恋するじゃんよ」
- 8位 - 第23話「恋人たちはトレンディじゃんよ」
- 7位 - 第14話「オンリーワンになれないじゃんよ」
- 6位 - 第10話「明日はきっとトゥモローじゃんよ」
- 5位 - 第21話「悲しみのない世界じゃんよ」
- 4位 - 第17話「転校生はダンディじゃんよ」
- 3位 - 第4話「死んでも死にきれない時もあるじゃんよ」
- 2位 - 第5話「旅は道連れ宇宙は情けじゃんよ」
- 1位 - 第20話「ロックンロール★ダンディじゃんよ」

#### セレクション版
BSフジにて火曜24時〜24時30分に放送。本放送後の一挙配信時にスタッフ・声優が選んだ話数を放送。
- 1回 - 第2話「幻の宇宙ラーメンを探すじゃんよ」（信本敬子：脚本）
- 2回 - 第3話「騙し騙される事もあるじゃんよ」（ロマン・トマ：宇宙船デザイン）
- 3回 - 第5話「旅は道連れ宇宙は情けじゃんよ」（諏訪部順一：ダンディ役）
- 4回 - 第7話「宇宙レースはデンジャラスじゃんよ」（伊藤嘉之：キャラクターデザイン）
- 5回 - 第12話「誰も知らないカメレオン星人じゃんよ」（矢島正明：ナレーション）
- 6回 - 第13話「掃除機だって恋するじゃんよ」（佐武宇綺：QT役）
- 7回 - 第16話「急がば回るのがオレじゃんよ」（佐藤大：脚本）
- 8回 - 第17話「転校生はダンディじゃんよ」（吉野裕行：ミャウ役）
- 9回 - 第18話「ビッグフィッシュはでっかいじゃんよ」（夏目真悟：監督）
- 10回 - 第20話「ロックンロール★ダンディじゃんよ」（うえのきみこ：脚本）
- 11回 - 第25話「裁かれるのはダンディじゃんよ」（南雅彦：プロデューサー）
- 12回 - 第26話「ネバーエンディングダンディじゃんよ」（渡辺信一郎：総監督）

## 放送局

### 日本国内
| 放送地域  | 放送局             | 放送期間                | 放送日時                     | 放送系列       | 備考                                                      |
| シーズン1 | シーズン1          | シーズン1               | シーズン1                    | シーズン1      | シーズン1                                                 |
| --------- | ------------------ | ----------------------- | ---------------------------- | -------------- | --------------------------------------------------------- |
| 東京都    | TOKYO MX           | 2014年1月5日 - 3月30日  | 日曜 23:00 - 23:30           | 独立局         |                                                           |
| 日本全域  | バンダイチャンネル | 2014年1月5日 - 3月30日  | 日曜 23:00 更新              | ネット配信     | 放映後1週間まで有料会員のみ視聴可 その後1週間は無料視聴可 |
| 大阪府    | テレビ大阪         | 2014年1月9日 - 3月27日  | 木曜 2:35 - 3:05（水曜深夜） | テレビ東京系列 | 3月27日は2話連続放送                                      |
| 愛知県    | テレビ愛知         | 2014年1月10日 - 3月31日 | 金曜 2:35 - 3:05（木曜深夜） | テレビ東京系列 | 第13話は3月31日 月曜 3:20 - 3:50に放送                    |
| 日本全域  | BSフジ             | 2014年1月13日 - 4月7日  | 月曜 0:30 - 1:00（日曜深夜） | BS放送         | 製作委員会参加 ノンスポンサー                             |
| 日本全域  | AT-X               | 2014年1月16日 - 4月10日 | 木曜 22:30 - 23:00           | CS放送         | リピート放送あり                                          |
| 日本全域  | ニコニコ生放送     | 2014年1月26日           | 日曜 0:00 - 1:30（土曜深夜） | ネット配信     | 第1話から第3話まで一挙放送                                |
| 日本全域  | ニコニコ生放送     | 2014年2月1日 - 4月5日   | 土曜 23:30 - 日曜 0:00       | ネット配信     | 第4話から第13話まで週1回放送                              |
| 日本全域  | NOTTV              | 2014年2月11日 - 5月6日  | 火曜 21:00 - 21:30           | モバキャス     | リピート放送あり                                          |
| シーズン2 |                    |                         |                              |                |                                                           |
| 東京都    | TOKYO MX           | 2014年7月6日 - 9月28日  | 日曜 23:00 - 23:30           | 独立局         |                                                           |
| 日本全域  | バンダイチャンネル | 2014年7月6日 - 9月28日  | 日曜 23:00 更新              | ネット配信     | 放映後1週間まで有料会員のみ視聴可 その後1週間は無料視聴可 |
| 大阪府    | テレビ大阪         | 2014年7月10日 - 9月25日 | 木曜 2:35 - 3:05（水曜深夜） | テレビ東京系列 | 9月25日は2話連続放送                                      |
| 愛知県    | テレビ愛知         | 2014年7月11日 - 10月3日 | 金曜 2:35 - 3:05（木曜深夜） | テレビ東京系列 |                                                           |
| 日本全域  | ニコニコ生放送     | 2014年7月13日 - 10月5日 | 日曜 1:00 - 1:30（土曜深夜） | ネット配信     | アーカイブ配信なし                                        |
| 日本全域  | GYAO!              | 2014年7月13日 - 10月5日 | 日曜 23:30 更新              | ネット配信     |                                                           |
| 日本全域  | BSフジ             | 2014年7月14日 - 10月6日 | 月曜 0:30 - 1:00（日曜深夜） | BS放送         | 製作委員会参加 ノンスポンサー                             |
| 日本全域  | AT-X               | 2014年7月16日 -         | 水曜 20:30 - 21:00           | CS放送         | リピート放送あり                                          |

### 日本国外
| 放送地域  | 放送局         | 放送期間               | 放送日時                     | 放送系列                     | 備考                                                      |
| シーズン1 | シーズン1      | シーズン1              | シーズン1                    | シーズン1                    | シーズン1                                                 |
| --------- | -------------- | ---------------------- | ---------------------------- | ---------------------------- | --------------------------------------------------------- |
| アメリカ  | アダルトスイム | 2014年1月4日 - 3月29日 | 土曜 23:30 - 日曜 0:00       | 衛星放送                     | Toonami枠 英語放送 英語字幕あり                           |
| 韓国全域  | Animax Korea   | 2014年1月6日 - 3月31日 | 月曜 0:30 - 1:00（日曜深夜） | CS放送 IP放送 ケーブルテレビ | 韓国語字幕あり 2週目から0:00 - 0:30に先週分のリピート放送 |

## 特別番組
ジャパコンTV スペース☆ダンディ 放送直前SP ちょっとだけ、みんなでみるじゃんよ!
2013年12月27日の24:00から24:55まで、BSフジ『ジャパコンTV』で放映。MCは鷲崎健が務めた。
さばげぶっ!＆スペース☆ダンディアワー 〜今夜はWコメディでいくじゃんよっ!〜
2014年6月29日の23:00から23:30まで、TOKYO MXにて放映。アニメ『さばげぶっ!』（本作同様、バンダイビジュアルが製作関与している）との合同事前宣伝番組となる。
スペース☆ギャラガ スーパーラジオ！feat.QT
2014年8月22日よりインターネットラジオ局「funラジオ」において、スマホアプリ「スーパー スペース☆ギャラガ」の情報番組が組まれた。

## BD / DVD
| 巻  | 発売日         | 収録話          | 規格品番  | 規格品番  |
| 巻  | 発売日         | 収録話          | BD        | DVD       |
| --- | -------------- | --------------- | --------- | --------- |
| 1   | 2014年4月25日  | 第1話 - 第2話   | BCXA-0846 | BCBA-4613 |
| 2   | 2014年5月28日  | 第3話 - 第5話   | BCXA-0847 | BCBA-4614 |
| 3   | 2014年6月20日  | 第6話 - 第8話   | BCXA-0848 | BCBA-4615 |
| 4   | 2014年7月25日  | 第9話 - 第11話  | BCXA-0849 | BCBA-4616 |
| 5   | 2014年8月27日  | 第12話 - 第13話 | BCXA-0850 | BCBA-4617 |
| 6   | 2014年9月24日  | 第14話 - 第15話 | BCXA-0851 | BCBA-4618 |
| 7   | 2014年10月29日 | 第16話 - 第18話 | BCXA-0852 | BCXA-4619 |
| 8   | 2014年11月21日 | 第19話 - 第21話 | BCXA-0853 | BCXA-4620 |
| 9   | 2014年12月25日 | 第22話 - 第24話 | BCXA-0854 | BCXA-4621 |
| 10  | 2015年1月28日  | 第25話 - 第26話 | BCXA-0855 | BCXA-4622 |
| BOX | 2016年1月29日  | 第1話 - 第26話  | BCXA-1100 | -         |

## サウンドトラック
フライングドッグより発売。総監督の渡辺信一郎がアルバムプロデュースを手掛ける。
TVアニメーション「スペース☆ダンディ」O.S.T.1 ベストヒット BBP
2014年3月26日発売。VTCL-60368
OPテーマ『ビバナミダ』（TV size）、EDテーマ『X次元へようこそ』（TV size）を含む全23曲収録。ジャケットは伊藤嘉之による描き下ろし。
かんちがいロンリーナイト
2014年8月17日配信開始。
第20話内で架空のバンド「DROPKIX」が演奏した楽曲を、放送終了後より配信（作編曲者向井秀徳のボーカルバージョンもあり）。iTunesアニメトップソングやAmazonデジタルミュージック（単曲/アルバム）にて1位を獲得した。
スペース☆ダンディ
2014年9月1日発売。FLDVM-1
全8曲収録のアナログレコード。イベントで限定販売されたのち、通販にて一般発売された。
TVアニメーション「スペース☆ダンディ」O.S.T.2　Boobies Wonderland
2014年10月8日発売。VTCL-60381〜2
『かんちがいロンリーナイト』などの歌ものを含む2枚組・全43曲収録。

## 映像特典
BD/DVD第5巻に収録のテレビ未放映ピクチャードラマ。
| 巻数   | サブタイトル                             | 脚本         | 絵コンテ   | 演出       | 作画監督          |
| ------ | ---------------------------------------- | ------------ | ---------- | ---------- | ----------------- |
| 第4巻  | ブービーペアの大冒険                     | 佐藤大       | 土器手司   | 三好正人   | 土器手司          |
| 第5巻  | 地獄のコインランドリーじゃんよ           | うえのきみこ | 三原三千夫 | 三原三千夫 | 三原三千夫        |
| 第8巻  | うきうき・ウェイク・ミー・アップじゃんよ | 佐藤大       | 夏目真悟   | 夏目真悟   | 押山清高 夏目真悟 |
| 第9巻  | デビューの道はキビシーじゃんよ           | 信本敬子     | 信本敬子   | 森川さやか | 信本敬子          |
| 第10巻 | もうひとっ風呂あびるじゃんよ!            | 亀田祥倫     | 亀田祥倫   | 亀田祥倫   | 亀田祥倫          |

## コミカライズ
スペース☆ダンディ
『ヤングガンガン』（スクウェア・エニックス）2014年1号〜19号まで連載された。構成は原田雅史、作画は朴晟佑+REDICE。全2巻。
俺 スペース☆ダンディ
『マンガボックス』（DeNA）にて2014年6月22日（第29号）〜10月20日（第46号）連載された。作画は活又ひろき。
スペース☆ダンディ 天狼星画
『水曜日のシリウス』（講談社）にて2014年8月6日〜8月13日に連載された。作画は天羽銀。

## ゲーム
バンダイナムコゲームスが『ギャラガ』とコラボレーションしたゲームアプリ『スペース☆ギャラガ』をリリースした。対応機種はAndroid端末で2014年1月24日配信開始、iOS端末で2014年2月6日に配信開始。本格的シューティングゲームで、アニメに登場したキャラクターが登場する他、クエスト形式のステージや新感覚の対戦要素など、過去の『ギャラガ』シリーズになかった新要素が導入されている。なお同年7月に『スーパー スペース☆ギャラガ』へリニューアルされることが告知され、2014年8月6日より配信開始された。ファイター（戦闘機）やパーツが大量に追加された。2014年12月11日にサービスが終了。有料アイテム（ウーロン）の販売は、2014年11月11日まで。